# Слагелсе
Слагелсе (дан. Slagelse) је значајан град у Данској, у источном делу државе. Град је у оквиру покрајине Сјеланд, где са околним насељима чини једну од општина, Општину Слагелсе. Данас Слагелсе има око 32 хиљаде становника у граду и око 77 хиљада у у ширем градском подручју.

## Природни услови
Слагелсе се налази у источном делу Данске. Од главног града Копенхагена, град је удаљен 100 километара западно.
Рељеф: Град Слагелсе се налази у источном делу данског острва Сјеланд. Градско подручје је валовито. Надморска висина града креће се од 25-70 метара. Градско језгро се образовало око брега, на коме се налази главна градска црква.
Клима: Клима у Слагелсеу је умерено континентална са утицајем Атлантика и Голфске струје.
Воде: Слагелсе се образовао у унутрашњости, без непосредног додира са већом водом. У оквиру града постоји пар сасвим малих језера. 10-ак километара западно од града налази тзв. Велики дански пролаз (Гросебелт).

## Историја
Подручје Слагелсеа било је насељено још у доба праисторије. Насеље се први пут спомиње око 1100. г.. Насеље је добило права трговишта 1288. г.
И поред петогодишње окупације Данске (1940-45.) од стране Трећег рајха Слагелсе и његово становништво нису много страдали.

## Становништво
Данас Слагелсе има око 32 хиљаде у градским границама и око 77 хиљада са околним насељима.
Етнички састав: Становништво Слагелсеа је до пре пар деценија било било готово искључиво етнички данско. И данас су етнички Данци значајна већина, али мали део становништва су скорашњи усељеници.

## Збирка слика
- Главни градски трг, старо Трговиште
- Савремено здање градске куће Слагелсеа
- Градски манастир
- Градски музеј